# Indarbela
Indarbela är ett släkte av fjärilar. Indarbela ingår i familjen träfjärilar.

## Dottertaxa tillIndarbela, i alfabetisk ordning[1]
- Indarbela abruptus
- Indarbela acutistriata
- Indarbela baibarana
- Indarbela campbelli
- Indarbela dea
- Indarbela disciplaga
- Indarbela discipuncta
- Indarbela flavina
- Indarbela grisescens
- Indarbela kinabalua
- Indarbela magma
- Indarbela manes
- Indarbela millemaculata
- Indarbela minima
- Indarbela naida
- Indarbela nais
- Indarbela necreros
- Indarbela norax
- Indarbela obliquifasciata
- Indarbela orima
- Indarbela pardicolor
- Indarbela phaga
- Indarbela philobia
- Indarbela quadrinotata
- Indarbela salara
- Indarbela tacita
- Indarbela tegula
- Indarbela tesselatus
- Indarbela tetraonis
- Indarbela theivora
- Indarbela watsoni